# Ashley Smith
Ne doit pas être confondu avec Affaire Ashley Smith.
Pas d'image ? Cliquez ici

a Compétitions nationales et continentales officielles uniquement.

b Matchs officiels uniquement.
Dernière mise à jour le 12 janvier 2018.
Ashley Smith est un joueur de rugby à XV gallois, né le 13 février 1987 à Caerlon
(Pays de Galles).
Il joue aux postes de centre ou arrière, et il mesure 1,82 m pour 89 kg. Il évolue l'intégralité de sa carrière avec la franchise de Newport Gwent Dragons entre 2005 et 2015. 

## Carrière
Il a joué pour le pays de Galles en moins de 20 ans.
En 2006-2007 il joue centre dans une ligne composée de Kevin Morgan comme arrière, Aled Brew et Gareth Wyatt comme ailiers, Paul Emerick l'autre centre, avec Ceri Sweeney et Gareth Cooper comme demis d'ouverture.
En mai 2015, il prend sa retraite sportive après avoir subi de trop nombreuses commotions cérébrales.

## Clubs successifs
- 2005-2015 : Dragons (Ligue Celtique  Pays de Galles)